# Постумії (рід)
Постумії (лат. Postumii)  — патриціанській рід Стародавнього Риму. Мав місцеве походження. Серед його представників було 24 консула, 2 диктатора, 7 цензорів. 1 децемвір. Гілками Постумієв були: Альбіни, Туберти, Мегелли.

## Найвідоміші Постумії
- Публій Постумій Туберт, консул 505, 503 років до н. е., успішно воював з сабінянами.
- Авл Постумій Туберт, диктатор 431 року до н. е., воював з еквами та вольсками.
- Авл Постумій Альбін Регілленс, диктатор 498 та консул 496 років до н. е.
- Авл Постумій Альбін Регілленс, консул 466 та децемвір 451 років до н. е.
- Спурій Постумій Альбін, консул 321 року до н.е.
- Луцій Постумій Мегелл, консул 305, 294, 291 років до н. е.
- Луцій Постумій Альбін, претор 216 року до н. е., учасник Другої Пунічної війни.
- Авл Постумій Альбін — консул 151 р. до н. е., та історик — анналіст II ст. до н. е. Сучасник Катона Старшого.